# Liolaemus hernani
Liolaemus hernani är en ödleart som beskrevs av  Michel Sallaberry och NÚÑEZ 1982. Liolaemus hernani ingår i släktet Liolaemus och familjen Tropiduridae. IUCN kategoriserar arten globalt som nära hotad. Inga underarter finns listade i Catalogue of Life.